# 中国超人インフラマン
『中国超人インフラマン』（ちゅうごくちょうじんインフラマン）は、1975年（昭和50年）にイギリス領香港で製作された特撮映画である。

## 概要
ヒーローや怪人などのスーツは、日本のエキスプロが製作した。日本でカルトな人気があり、2004年（平成16年）にDVD化された。
劇中では、円谷プロ製作の『ウルトラセブン』などで聴く冬木透作曲の音楽（BGM）が無許可に使用されていることもある。

## ストーリー
氷河期より地球に存在したという氷河魔族が、氷河魔王女エリジバブに率いられて突如現代によみがえり、人類に宣戦布告した。迫りくる怪人達と戦うため、科学研究所の研究員であるレイ・マ（ダニー・リー）は改造手術により正義の中国超人インフラマンとなった。彼は太陽の力を武器に、地球の平和を守るためエリジバブの魔手に対して敢然と立ち向かう。

## キャスト
- ダニー・リー/レイ・マ/インフラマン
- ブルース・リ/ロディ・マクドウォール
- テリー・リュー/ジャネット・ウォルド
- ワン・シア/ドン・メシック